# Justicia agraria
Justicia agraria es un escrito, a manera de panfleto político, de autoría de Thomas Paine y publicado en 1797. Este trabajo se basó en el argumento de que en estado natural "la tierra, en su estado natural de baldías [...] fue la propiedad común de la raza humana." Sin embargo, para cultivar de mejor manera la tierra, se estableció la propiedad privada. 

## Propiedad
Así Paine opina que la propiedad privada es necesaria, pero que las necesidades básicas de toda la humanidad deben ser de algún modo previstas por aquellos con propiedad. Esto según su noción de la "reciprocidad" de los derechos, es decir que aceptar un derecho para uno mismo se convierte en el deber de garantizarlo a los otros, y el otro a uno (así mismo irse contra ese deber corresponde perder tal derecho).

[...] porque aunque todo hombre, como habitante de la tierra, es un propietario colectivo de ella en su estado natural, no se sigue de ello que sea un propietario colectivo de la tierra cultivada. El valor añadido por el cultivo, una vez admitido el sistema, se convirtió en propiedad de quienes lo produjeron, o de quienes lo heredaron de ellos, o de quienes lo compraron. No tenía propietario originalmente. Mientras, por tanto, abogo por el derecho, y me intereso en el difícil caso de todos aquellos que han sido expulsados de su heredad natural por la introducción del sistema de propiedad de la tierra, igualmente defiendo el derecho del poseedor a la parte que es suya.

Paine, partiendo de John Locke y continuando su obra Dos tratados sobre el gobierno civil, asegura que la propiedad es fruto del trabajo, y que la tierra se convierte en un bien escaso y la apropiación de la misma es una propiedad que proviene de una "apropiación privada" legítima en cuanto ha sido un bien natural "transformado"; así también esta "apropiación" indica que en estado natural o no transformado el suelo no tenía propietarios y que fue común a toda la raza humana. 
Así sostiene a la vez que la propiedad es un derecho inalienable y que la pobreza no es un estado natural de la humanidad sino todo lo contrario, que proviene de un desequilibrio del orden natural en la edad moderna causado por monopolios sobre la tierra, más cuando los avances tecnológicos (producidos en buena parte por la introducción de la propiedad privada) permiten incrementar la riqueza exponencialmente.

## Renta
Esto es, en cierto sentido, el "pago" a los no titulares de la propiedad por el derecho a tener propiedad privada. Paine propone un plan detallado de impuestos a los dueños de propiedad para pagar por las necesidades de los desposeídos de tierras de cultivos o suelos, lo que se podría considerar como la precursora de la idea moderna de la renta básica ciudadana.

Cada propietario, por tanto, de terrenos cultivados adeuda a la comunidad una renta del suelo (no conozco un término mejor para expresar la idea) por el terreno que ocupa; y es de esta renta del suelo de donde procede el fondo propuesto en este plan.

La opinión de Paine sobre los impuestos en general era negativa ya que lo consideraba criminalizar la prosperidad del pueblo (a pesar que personalmente el mismo no era muy apegado a la riqueza por su educación familiar) e incrementar el poder regulador del Estado. Así su idea de reciprocidad del derecho a la propiedad de la tierra es una forma obtener un equilibrio en el uso de la tierra teniendo un tributo muy específico a manera de indemnización. 

Expuestos así, en pocas palabras, los méritos del caso, procederé ahora al plan que tengo que proponer, que es:

Crear un fondo nacional, del cual se pagará a cada persona, cuando alcance la edad de veintiún años, la suma de quince libras esterlinas, como compensación parcial por la pérdida de su herencia natural causada por la introducción del sistema de propiedad territorial.

Y además, la suma de diez libras al año, de por vida, a cada persona actualmente viva de cincuenta años de edad, y a todos los demás cuando alcancen esa edad.

La idea era que estos beneficiarios hagan con tales ingresos lo que mejor les convenga para su bienestar material, ampliando su rango de opciones a la hora de elegir su modo de vida económico, que según Paine de otra forma estaría artificialmente condicionado (a la explotación o a una gran desigualdad) por la falta de tierra. Sus ideas sobre la tierra calaron en sectores del liberalismo clásico y especialmente en el posterior agrarismo y el geoísmo.

## Contexto ideológico-político
De todas formas Paine no propone de ninguna manera gravar las actividades económicas per se ni tampoco proponía servicios públicos de asistencia social por tanto mal se pudiera entender que sea precursor del estado de bienestar sino que fue partidario de un gobierno limitado y lo más pequeño posible al punto de que era bastante escéptico y crítico con el origen mismo del Estado, anticipándose a los anarquistas, a diferencia del liberalismo de su tiempo enmarcado dentro de la idea de contrato social que no cuestionaba la naturaleza misma del Estado sino sólo la extensión de sus atribuciones.